# Chieti
Chieti – miasto i gmina we Włoszech, w regionie Abruzja, w prowincji Chieti.
Według danych na rok 2004 gminę zamieszkiwało 50 171 osób, 865 os./km².
Miasto jest położone nad rzeką Aterno, 200 km na północny wschód od Rzymu, kilka kilometrów od Adriatyku. Atrakcyjność turystyczną okolicy podnosi dodatkowo bliskość masywów Majella i Gran Sasso. W mieście znajduje się gotycka katedra, oraz ruiny starożytnego zbiornika na wodę i teatru.
Za czasów rzymskich i w średniowieczu miasto nosiło nazwę Teate Marrucinorum i stąd pochodzący z Chieti papież Paweł IV wziął nazwę dla założonego przez siebie zakonu teatynów.